# Serica elongata
Serica elongata är en skalbaggsart som beskrevs av Anton Franz Nonfried 1891. Serica elongata ingår i släktet Serica och familjen Melolonthidae. Inga underarter finns listade i Catalogue of Life.